# Tasunove, Lenine
Tasunove (în ucraineană Тасунове) este un sat în comuna Ciîstopillea din raionul Lenine, Republica Autonomă Crimeea, Ucraina.

## Demografie
Componența lingvistică a localității Tasunove
     Rusă (53,66%)
     Tătară crimeeană (39,02%)
     Ucraineană (7,32%)
Conform recensământului din 2001, majoritatea populației localității Tasunove era vorbitoare de rusă (53,66%), existând în minoritate și vorbitori de tătară crimeeană (39,02%) și ucraineană (7,32%).